# Echidnopsis jacksonii
Echidnopsis jacksonii är en oleanderväxtart som beskrevs av Peter René Oscar Bally och D.C.H. Plowes. Echidnopsis jacksonii ingår i släktet Echidnopsis och familjen oleanderväxter. Inga underarter finns listade i Catalogue of Life.